# Bükkszék
Bükkszék é um município da Hungria, situado no condado de Heves. Tem 15,3 km² de área e sua população em 2015 foi estimada em 692 habitantes.